# Viktor Mårtensson
Viktor Mårtensson, född 20 januari 1989 i Borlänge, är en svensk före detta ishockeyspelare.
Som ishockeyspelare var han känd för att dra på sig många utvisningar och delta i slagsmål. Han har spelat för Leksands IF, Borlänge HF och Västerås HK.